# نوبوهیرو ساداتومی
نوبوهیرو ساداتومی (انگلیسی: Nobuhiro Sadatomi؛ زادهٔ ۵ ژوئیهٔ ۱۹۷۹) بازیکن فوتبال اهل ژاپن است.
از باشگاه‌هایی که در آن بازی کرده‌است می‌توان به باشگاه فوتبال یوکوهاما اشاره کرد.